# Puchar Zdobywców Pucharów (1968/1969)
IX Puchar Europy Zdobywców Pucharów 1968/1969

(ang. European Cup Winners’ Cup)

## Zmiana wyników losowania
W pierwotnym losowaniu pucharu wylosowano między innymi następujące pary:
- Altay SK -  Górnik Zabrze
- Girondins Bordeaux -  Spartak Sofia
- Rába ETO -  Lyn Fotball
- Dinamo Bukareszt -  1. FC Köln
- Dinamo Moskwa -  Olympiakos SFP
- 1. FC Union Berlin -  FK Bor
- Slovan Bratysława -  Knattspyrnufélag Reykjavíkur

Z powodu inwazji wojsk Układu Warszawskiego na Czechosłowację, która miała miejsce 20 sierpnia 1968 r., zachodnioeuropejskie kluby (z inicjatywy grającego w Pucharze Mistrzów władz Celticu Glasgow) zagroziły bojkotem meczów z zespołami z krajów komunistycznych. W dniu 31 sierpnia 1968 r. z powodu tej groźby władze UEFA unieważniły częściowo wyniki losowania i dokonały ponownego losowania siedmiu wskazanych par, w taki sposób, aby zespoły z krajów komunistycznych grały tylko między sobą. Ta nagła zmiana, pozbawiająca kluby z Europy Wschodniej możliwości zagrania z przedstawicielami "wolnego świata" spowodowała, że Polski Związek Piłki Nożnej jako pierwszy na znak protestu wycofał swoje kluby z rozgrywek Pucharu Europy i Pucharu Zdobywców Pucharów, a następnie podobne decyzje podjęły związki piłkarskie Węgier, Bułgarii, Niemiec Wschodnich i Związku Sowieckiego.

## 1/16 finału
| Partizani Tirana – AC Torino 1:0 i 1:3 1 18.09 1968 1:0 Shaqiri 45 2 02.10 1968 0:1 Carelli 22, 0:2 Facchin 28, 0:3 Mondonico 59, 1:3 Bajko 85 |
| RFC Brugeois – West Bromwich Albion 3:1 i 0:2 1 18.09 1968 1:0 Thio 26, 1:1 Hartford 35, 2:1 Lambert 50, 3:1 Bailliu 65 2 02.10 1968 0:1 Brown 15, 0:2 Hartford 44 |
| Dunfermline Athletic – APOEL FC 10:1 i 2:0 1 18.09 1968 1:0 Robertson 9, 2:0 Barry 17, 3:0 Gardner 19, 4:0 Renton 26, 5:0 Edwards 44, 6:0 Robertson 46, 7:0 W.Callaghan 57, 7:1 Stylianou 64, 8:1 W.Callaghan 65, 9:1 T.Callaghan 72, 10:1 Renton 86 2 02.10 1968 1:0 Gardner 57, 2:0 W.Callaghan 84 |
| Randers Freja – Shamrock Rovers 1:0 i 2:1 1 18.09 1968 1:0 Gaardsö 88 2 02.10 1968 1:0 Gaardsö 22, 1:1 Fullam 53, 2:1 Andreasen 57 |
| Girondins Bordeaux – 1. FC Köln 2:1 i 0:3 1 18.09 1968 1:0 Petyt 19, 1:1 Rühl 25, 2:1 Masse 55 2 02.10 1968 0:1 Blusch 20, 0:2 Overath 22, 0:3 Rühl 53 |
| Cardiff City – FC Porto 2:2 i 1:2 1 18.09 1968 1:0 Toshack 24, 2:0 Bird 50, 2"1 Custodio Pinto 60, 2:2 Custodio Pinto 68 2 02.10 1968 0:1 Pavão 9, 1:1 Toshack 51, 1:2 Custodio Pinto 76 |
| Olympiakos SFP – Knattspyrnufélag Reykjavíkur 2:0 i 2:0 1 20.09 1968 1:0 Botinos 45, 2:0 Zanderoglou 90 2 22.09 1968 1:0 Gioutsos 23, 2:0 Stolingas 60 (mecz w Salonikach) |
| Crusaders F.C. – IFK Norrköping 2:2 i 1:4 1 18.09 1968 1:0 Jameson 40, 1:1 Jult 42, 1:2 Hultberg 53, 2:2 Parka 77 2 02.10 1968 0:1 Norblad 10, 0:2 Hultberg 21, 0:3 Norblad 37, 0:4 Hultberg 54, 1:4 McPolin 55                                                                                      |
| US Rumelange – Sliema Wanderers 2:1 i 0:1 1 18.09 1968 1:0 Leszczynski 21, 2:0 Leszczynski 48, 2:1 Cooks 58 (mecz w Esch-sur-Alzette) 2 29.09 1968 0:1 Falzon 67 |
| ADO Den Haag – Grazer AK 4:1 i 2:0 1 19.09 1968 0:1 Storing 40, 1:1 Giesen 41, 2:1 Giesen 68, 3:1 Schoenmaker 53, 4:1 Aarts 59 2 03.10 1968 1:0 Heijnen 17, 2:0 Heijnen 90 |
| FC Lugano – FC Barcelona 0:1 i 0:3 1 18.09 1968 0:1 Zabalza 75 2 02.10 1968 0:1 Mendonça 75, 0:2 Zaldúa 83, 0:3 Mendonça 90 |
| Slovan Bratysława – FK Bor 3:0 i 0:2 1 18.09 1968 1:0 Jokl 48, 2:0 Jokl 69, 3:0 Hrdlička 80 2 02.10 1968 0:1 Ranković 43, 0:2 Tomić 59 |
| Altay SK – Lyn Fotball 3:1 i 1:4 1 18.09 1968 1:0 Feridun 17, 1:1 Austnes 62, 2:1 Aytekin 83, 3:1 Aytekin 89 2 02.10 1968 0:1 K.Berg 40, 0:2 Johannessen 44, 1:2 Mustafa Denizli 54, 1:3 Johannessen 70, 1:4 J.Berg 89                                                                               |
| Dinamo Bukareszt – Rába ETO walkower Rába ETO wycofał się |
| Spartak Sofia – Górnik Zabrze oba kluby wycofały się |
| Dinamo Moskwa – 1. FC Union Berlin oba kluby wycofały się |

## 1/8 finału
| Randers Freja – Sliema Wanderers 6:0 i 2:0 1 13.11 1968 1:0 Andersen 3, 2:0 Olesen 35, 3:0 Bödker 53, 4:0 Sörensen 55, 5:0 Lykke 65k, 6:0 Andersen 85 2 27.11 1968 1:0 Gaardsö 23, 2:0 Gaardsö 65 |
| Dunfermline Athletic – Olympiakos SFP 4:0 i 0:3 1 13.11 1968 1:0 Mitchell 48, 2:0 Edwards 55, 3:0 Edwards 77, 4:0 Fräser 80 2 27.11 1968 0:1 Stolingas 9, 0:2 Botinos 26, 0:3 Youtsos 30          |
| Lyn Fotball – IFK Norrköping 2:0 i 2:3 1 31.10 1968 1:0 K.Berg 40, 2:0 H.Berg 57 2 17.11 1968 0:1 Hultberg 1, 1:1 H.Berg 40, 2:1 Austnes 50, 2:2 Hultberg 51, 2:3 Hesselgren 65                   |
| ADO Den Haag – 1. FC Köln 0:1 i 0:3 1 12.11 1968 0:1 Jendrossek 87 2 27.11 1968 0:1 Löhr 2, 0:2 Löhr 53, 0:3 Blusch 76                                                                            |
| FC Porto – Slovan Bratysława 1:0 i 0:4 1 13.11 1968 1:0 Custodio Pinto 34 2 27.11 1968 0:1 Jan Čapkovič 22, 0:2 Jokl 48, 0:3 Josef Čapkovič 84, 0:4 Jokl 88k                                      |
| Dinamo Bukareszt – West Bromwich Albion 1:1 i 0:4 1 13.11 1968 1:0 Dumitrache 23, 1:1 Hartford 28 2 27.11 1968 0:1 Lovett 35, 0:2 Brown 44, 0:3 Brown 52k, 0:4 Astle 72                           |
| Wolny los: AC Torino, FC Barcelona |

## 1/4 finału
| Dunfermline Athletic – West Bromwich Albion 0:0 i 1:0 1 15.01 1969 2 19.02 1969 1:0 Gardner 52 |
| Lyn Fotball – FC Barcelona 2:3 i 2:2 1 30.01 1969 0:1 Zaldúa 11, 0:2 Pellicer 24, 1:2 H.Berg 38, 1:3 Gallego 60, 2:3 O.Olsen 78 2 08.02 1969 1:0 Johannessen 29, 2:0 Johannessen 54, 2:1 Pellicer 75, 2:2 Gallego 83 oba mecze rozegrane zostały w Barcelonie |
| AC Torino – Slovan Bratysława 0:1 i 1:2 1 19.02 1969 0:1 Jokl 54 2 05.03 1969 0:1 Horváth 26, 0:2 Hlavenka 62, 1:2 Carelli 89 |
| 1. FC Köln – Randers Freja 2:1 i 3:0 1 08.03 1969 1:0 Jendrossek 34, 1:1 Gaardsö 42, 2:1 Biskup 88 2 12.03 1969 1:0 Biskup 25, 2:0 Rühl 70, 3:0 Rühl 83 |

## 1/2 finału
| Dunfermline Athletic – Slovan Bratysława 1:1 i 0:1 1 09.04 1969 1:0 Jan Čapkovič 49, 1:1 Fraser 68 2 23.04 1969 0:1 Jan Čapkovič 24                                                            |
| 1. FC Köln – FC Barcelona 2:2 i 1:4 1 02.04 1969 1:0 Löhr 7, 1:1 Zabalza 23, 2:1 Rühl 76, 2:2 Fuste 79 2 19.04 1969 0:1 Marti-Filosia 5, 1:1 Rühl 16, 1:2 Fuste 53, 1:3 Fuste 67, 1:4 Fuste 80 |

## Finał
| 21 maja 1969 Bazylea St. Jakob-Stadion (19 478) Slovan Bratysława – FC Barcelona 3:2 (3:1) Sędzia: Laurens van Ravens (Holandia) Bramki: 1:0 Ludovit Cvetler 1, 1:1 José Antonio Zaldúa 15, 2:1 Vladimir Hrivňák 29, 3:1 Ján Čapkovič 42, 3:2 Carlos Rexach 51 TJ Slovan ChZJD Bratislava (trener Michal Vičan): Alexander Vencel – Jozef Filio, Vladimir Hrivňák, Alexander Horváth (kapitan), Jan Zlocha, Ludovit Cvetler, Jozef Čapkovič, Ivan Hrdlička, Karol Jokl, Ladislav Moder (67 Jozef Határ), Ján Čapkovič Club de Futbol Barcelona (trener Salvador Artigas): Salvador Sadurní – Josep Franch (11 Jesús Pereda), Joaquím Rifé, Fernando Olivella (kapitan), Silvestre Eladio, Pedro Zabalza, Carlos Pellicer, Santiago Castro (46 José Mendonça), José Maria Fusté, José Antonio Zaldúa, Carlos Rexach |